# Alexander Henry

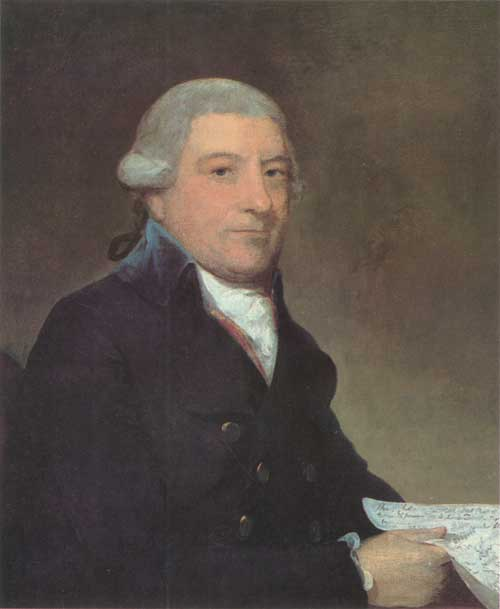
Alexander Henry, National Archives of Canada

Alexander Henry (* August 1739 in New Brunswick; † 4. April 1824 in Montréal), auch bekannt als Alexander Henry der Ältere (englisch Alexander Henry the elder), war ein britisch-kanadischer Pelzhändler. Er betätigte sich aber auch als Betreiber einer Kupfermine, als Auktionator und Landspekulant. Trotz mehrerer Rückschläge kam er zu beträchtlichem Vermögen und forderte zeitweise die Hudson’s Bay Company heraus. Er war einer der Händler, die Montréal zur nordamerikanischen Hochburg des Handels mit Fellen und Pelzen machten. Seine Karten erleichterten den Briten den Zugang zum Westen Kanadas, seine Aufzeichnungen sind von größtem ethnologischem und historischem Wert über eine an Schriftquellen sonst eher karge Epoche.

## Leben
Als Alexander Henry geboren wurde, gehörte seine Heimat noch zum Britischen Weltreich. Er kämpfte als junger Mann auf britischer Seite gegen Frankreich. 1760 führte er drei Versorgungsboote während der Fahrt von Jeffrey Amherst entlang des Ontariosees nach Montreal. Henry lebte in Albany, im späteren Bundesstaat New York und er versorgte die britischen Truppen. Als Montreal am 8. September 1760 von den Franzosen an die Briten abgetreten werden musste, eilte er nach Albany und verkaufte einen Teil seiner Waren in Fort William Augustus, östlich des heutigen Prescott, dann ging es im Januar 1761 in das nun britische Montreal.
Er wurde, nachdem er den ehemaligen Pelzhändler Jean-Baptiste Leduc kennengelernt hatte, wie viele seiner Altersgenossen ebenfalls Pelzhändler und ging 1761 nach Westen, genauer nach Fort Michilimackinac in Michigan. Nur wenige Tage nach Henry Bostwick, der der erste war, erhielt er als zweiter eine Lizenz. Über die Route Ottawa River–Lake Nipissing–French River erreichte er sein Ziel zusammen mit seinem Führer und Helfer Étienne-Charles Campion Anfang September 1761. Dort lebten allerdings mit Frankreich verbündete Indianer, und der Krieg war noch nicht beendet. Einer der dortigen Kriegshäuptlinge namens Minweweh erkannte, dass der Brite, der sich als Franzose ausgab, ein Lügner war. Mit 60 Kriegern bedrohte er Henry, doch dann bot ihm Minweweh seine Freundschaft an. Als Charles-Michel Mouet de Langlade das Fort an die Briten übergab, konnten sich Henry und zwei weitere britische Händler zu erkennen geben.
Im Winter 1761/62 adoptierte ihn ein Anishinabe-Häuptling (auch Ojibwa oder Chippewa genannt) namens Wawatam. Henry traf 1762 in Sault Ste. Marie auf den Händler Jean-Baptiste Cadot, dessen Kenntnisse, Sprachfähigkeiten und Kontakte ihm den Handel ungemein erleichterten. Doch im Dezember zerstörte ein Feuer das Fort, und die beiden Männer mussten sich durch tiefen Schnee nach Fort Michilimackinac durchschlagen. Auch im nächsten Jahr reiste Henry wieder zum abgebrannten Fort und traf auf Sir Robert Davers, der am Oberen See jagte.
Im Frühjahr 1763 begann der Pontiac-Aufstand unter Führung des namengebenden Häuptlings der Odawa. Am 2. Juni griffen Anishinabe unter Führung von Madjeckewiss und Minweweh die britische Garnison in Michilimackinac an. Henry versteckte sich in Langlades Haus, doch wurde er entdeckt und gefangengesetzt. Wawatam konnte ihm das Leben retten. Henry lebte im folgenden Sommer, Herbst und Winter bei seinem väterlichen Freund. Dabei jagte er mit ihm im Westen Michigans und sammelte Ahornsirup, der einen bedeutenden Teil der Nährstoffe lieferte. Im April 1764 kam Wawatam mit seiner Hausgruppe nach Michilimackinac, um Felle zu verkaufen. Einige Anishinabe von der Saginaw Bay wollten Henry jedoch töten, so dass Wawatam ihm lieber erlaubte, nach Sault Ste. Marie zu gehen. Cadot konnte Madjeckewiss, der ihm dorthin folgte, von seinem Vorhaben abbringen.
Im Gegenteil ging Henry nun mit den Anishinabe zu einer Friedenskonferenz nach Fort Niagara (bei Youngstown in New York). Henry, der sein zurückgelassenes Eigentum wiederhaben wollte, begleitete Colonel John Bradstreet von Niagara nach Detroit, um sich dann Captain William Howard Truppen anzuschließen, die Michilimackinac am 22. September einnahmen. Wieder erhielt Henry eine Lizenz, bildete eine Gesellschaft mit Cadot und anderen Händlern und schloss sich 1768 Alexander Baster an, um eine Kupferminengesellschaft zu betreiben. 1770 versuchten sie ein Segelschiff auf dem gefährlichen Oberen See zu betreiben, doch die Kosten und die nur geringen Aufträge zwangen die Betreiber, das Projekt 1774 aufzugeben.
Henry, der den Pelzhandel nie aufgab, zog zusammen mit Cadot und vier großen sowie zwölf kleinen Kanus nordwestwärts. Zu dieser Gesellschaft gehörten als Ruderer auch Peter Pond und Thomas Frobisher. Sie forderten die Hudson’s Bay Company heraus. Am 14. Oktober hielt sich die Gruppe in Cumberland House in Saskatchewan auf. Am Amisk Lake gründeten sie einen Handelsposten, im Januar ging Henry nach Fort des Prairies (Fort-à-la-Corne) am Saskatchewan River. Von den dortigen Assiniboine erhandelte er einige Pelze; im Frühjahr ging er an den Churchill River, wo er weitere 12.000 Biberfelle von Anishinabe erhielt, die vermutlich auf dem Weg zur Hudson Bay waren. Wieder kehrte er zum Beaver Lake (Amisk Lake) zurück, dann zwang er einen Händler der Hudson’s Bay Company, ihm seine Felle abzutreten. Im Juli ging Henry mit Tausenden von Fellen nach Montreal. Dem Gouverneur Sir Guy Carleton überreiche er eine große Karte von den westlichen Gebieten.
Im Herbst 1776 segelte Henry nach England und schlug seiner Konkurrenz vor, kanadische Kanufahrer für die HBC zu rekrutieren. Mit einem Empfehlungsschreiben des Pelzhändlers Luc de La Corne an seinen Bruder Abbé Joseph-Marie de La Corne de Chaptes gelang es ihm sogar, in Frankreich eine Audienz bei Königin Marie-Antoinette zu erhalten. Im Frühjahr des folgenden Jahres kehrte er nach Amerika zurück. Mit seinem Partner Jean-Baptiste Blondeau führte er wieder einen Handelsposten bei Michipicoten. Doch schon im Herbst verkaufte er ihn an Jean-Baptiste Nolin. Zusammen mit seinem Partner John Chinn handelte er 1778 in Sault Ste Marie, wo er wieder mit Cadot zusammenarbeitete.
Im Herbst 1778 segelte Henry erneut nach England, abermals 1780. Am 18. Oktober 1781 schickte er nach seiner Rückkehr von seiner dritten Englandreise Sir Joseph Banks einen detaillierten Plan für eine Überlandexpedition zum Pazifik.
Henry ging nun nach Montreal, wo er Händler wurde, wenn er auch noch gelegentlich in Pelzangelegenheiten nach Detroit oder Michilimackinac ging. 1784 trug er sich mit Umzugsplänen in die USA, doch die Räumung ging ihm zu langsam, so dass er in Montreal blieb.

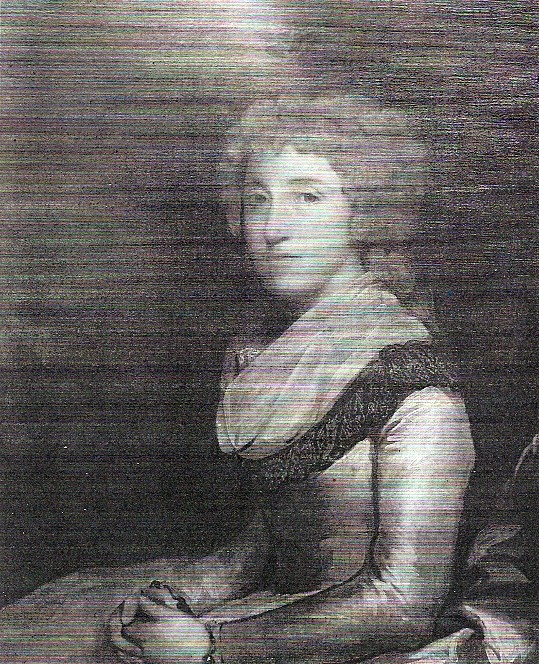
Julia Calcutt, um 1795, Fotografie des Gemäldes von 1888

Dort war er einer der Gründer des Beaver Club, den er und 18 andere Händler im Februar 1785 ins Leben riefen. Wie viele der Pelzhändler, so hatte auch Henry eine indianische Frau, die ihm eine Reihe Kinder schenkte. Über ihre indianischen Frauen war Henry mit Simon McTavish, dem Gründer der North West Company verwandt. Zugleich handelte er mit John Jacob Astor, der sich bei seinen Reisen häufig als Gast in Henrys Haus aufhielt. Doch indianische Frauen waren auf der Gesellschaftsebene, auf der Henry inzwischen lebte, häufig ungern gesehen. So heiratete er am 11. Juni 1785 die Witwe Julia Calcutt Kittson (1756–1835), deren Vorfahren aus Limavady und Dublin stammten. Schon seit Oktober 1780 hatten sie eine gemeinsame Tochter namens Julia. Zwischen 1782 und 1786 kamen vier Söhne, nämlich Alexander, William, Robert und John hinzu.
Im Frühjahr 1785 erlitt Henry allerdings, wohl durch ökonomische Veränderungen in den USA und durch Kriege zwischen den Stämmen, erhebliche Verluste. Daher ging er 1785 bis 1790 erneut nach Michilimackinac. Dort war er im Sommer 1788 Vertreter der General Company of Lake Superior and the South (oder einfach der General Society) an einem Gericht, das den Missbrauch von Lizenzen untersuchte.
Einen Freund in New York, William Edgar, ermutigte er, in den Fellhandel mit China einzutreten. Diesen Plan trug er auch John Jacob Astor vor. In den 1790er Jahren förderten die beiden Männer die North West Company bei der Abwicklung des Schiffshandels mit China.
Zusammen mit John Askin versuchte sich Henry im spekulativen Landhandel in Ohio, wie etwa dem Cuyahoga Purchase. Doch die Indianer weigerten sich, ihre Landansprüche in der Treaty of Greenville (1795) vorzutragen und Henrys Ansprüche und die seiner Partner wurden für ungültig erklärt. Henry klagte: „We have lost a fortune of at least one Million of Dollars“.
Am 14. September 1792 erwarben Henry und sein Neffe Alexander Henry der Jüngere einen Anteilsschein an der North West Company für sechs Jahre. Zwar verkaufte Henry seinen Anteil an William Hallowell, doch er verkaufte weiterhin Pelze nach England. Erneut erlitt er einen schweren Schaden, als eines seiner unversicherten Schiffe 1801 von einem französischen Schiff gekapert wurde. Um die Verluste auszugleichen, engagierte sich Henry nun als Kommissionshändler und Auktionator mit William Lindsay, doch war er mit dieser Tätigkeit äußerst unzufrieden. In der Armee diente er als Captain und er war von 1794 bis 1821 Friedensrichter. 1807 wurde der Beaver Club wieder aktiviert, dem er als Seniormitglied angehörte.
1809 veröffentlichte Henry seine Erinnerungen an sein abenteuerliches Leben in New York. Seine Travels and adventures in Canada and the Indian territories, between the years 1760 and 1776 gelten immer noch als beste der frühen Beschreibungen des Lebens der Indianer im Westen. Henry handelte weiterhin und er wurde leitender Auktionator im Distrikt Montreal. Nun arbeitete er mit seinem Neffen und Partner Norman Bethune zusammen, der in seinem Haus in der Rue Saint-Urbain 14 lebte. Dort starb Henry im Alter von 85 Jahren.
Seine Reisebeschreibungen, die Travels and Adventures in Canada and the Indian Territories between the Years 1760 and 1776, wurden 1901 nachgedruckt. Darin berichtet er über seine Handelstätigkeiten und seine Abenteuer. Besonders wertvoll sind jedoch seine Beschreibungen der Geschehnisse in und nach Michilimackinac. Sie beschreiben Vorgänge und Zustände, die ansonsten in den Quellen nicht auftauchen.
Die kanadische Regierung, vertreten durch den für das Historic Sites and Monuments Board of Canada zuständigen Minister, ehrte Henry am 15. November für sein Wirken im Pelzhandel und erklärte ihn zu einer „Person von nationaler historischer Bedeutung“.